# Delamere, Australien
Delamere är en ort i Australien. Den ligger i kommunen Yankalilla och delstaten South Australia, omkring 82 kilometer sydväst om delstatshuvudstaden Adelaide. Antalet invånare är 295.
Trakten är glest befolkad. Närmaste större samhälle är Normanville, omkring 19 kilometer nordost om Delamere. 
I omgivningarna runt Delamere växer i huvudsak städsegrön lövskog. Genomsnittlig årsnederbörd är 863 millimeter. Den regnigaste månaden är juni, med i genomsnitt 172 mm nederbörd, och den torraste är januari, med 24 mm nederbörd.